# Karl Zillibiller
Karl Zillibiller (* 3. September 1933 in Hindelang) ist ein ehemaliger deutscher Skirennläufer.
1955 siegte Karl Zillibiller bei den Deutschen Alpinen Meisterschaften in Berchtesgaden beim Riesenslalom. Er nahm 1956 an den Olympischen Spielen in Cortina d’Ampezzo teil und wurde Neunzehnter im Abfahrtslauf und Fünfundzwanzigster im Slalom.